# An-Nahda FC
An Nahda Football Club (arabsky: النهضة) je saúdskoarabský fotbalový klub z města Khobar, který byl založen roku 1949. V současnosti hraje druhou nejvyšší saúdskoarabskou ligu Saudi First Division.